# Mentzelia monoensis
Mentzelia monoensis är en brännreveväxtart som beskrevs av Brokaw och L.Hufford. Mentzelia monoensis ingår i släktet Mentzelia och familjen brännreveväxter. Inga underarter finns listade i Catalogue of Life.